# Santo Amaro da Imperatriz
Santo Amaro da Imperatriz is een gemeente in de Braziliaanse deelstaat Santa Catarina. In 2010 telde de gemeente 19.830 inwoners.

## Aangrenzende gemeenten
De gemeente grenst aan Águas Mornas, Palhoça, Paulo Lopes, São Bonifácio, São José en São Pedro de Alcântara.